# Verlaat (plaats)
Verlaat is een woonplaats in de gemeenten Dijk en Waard en Hollands Kroon, in de provincie Noord-Holland. In Verlaat staan veel boerderijen.
Verlaat ligt precies op grens van Heerhugowaard en Niedorp. De plaats wordt doorkruist door de Provinciale weg 241. Verlaat is een verwijzing naar de sluis die hier lag, het wordt ook wel Niedorper Verlaat genoemd. In Verlaat bevindt zich het oudste huis van Heerhugowaard, een boerderij daterend uit 1629.
Stad: Heerhugowaard

Dorpen en gehuchten: Broek op Langedijk · De Noord · Koedijk (deels) · Noord-Scharwoude · Oudkarspel · Sint Pancras · Veenhuizen · Verlaat (deels) · Zuid-Scharwoude

Buurtschappen: Broekhorn · Draai · Frik · Kabel · 't Kruis · Pannekeet
Noord-Holland: Steden en dorpen      Nederland: Provincies · Gemeenten
Dorpen en gehuchten: Anna Paulowna · Barsingerhorn · Breezand · Den Oever · Haringhuizen · Hippolytushoef · De Haukes · Kleine Sluis · Kolhorn · Kreil · Kreileroord · Lutjewinkel · Middenmeer · Moerbeek · Nieuwe Niedorp · Nieuwesluis · Oosterklief · Oosterland · Oude Niedorp · Slootdorp · Smerp · Stroe · De Strook · Terdiek · Tolke (deels) · Van Ewijcksluis · Vatrop · 't Veld · Verlaat (deels) · Westerklief · Westerland · Wieringerwaard · Wieringerwerf · Winkel · Zijdewind

Buurtschappen: Blokhuizen · Dam · De Belt · De Bomen · De Elft · Emaus · Gelderse Buurt · De Gest · Groetpolder · Hanedoes · De Heid · De Hoelm · Hogebieren · Hollebalg · De Kampen · Langereis (deels) · De Leijen · Lutjekolhorn · Mientbrug · Noord-Stroe · Noordburen · Noorderbuurt · De Normer · Poolland · Spoorbuurt · Tin · Vennik (deels) · Wateringskant · De Weel (deels) · De Weere · Westeinde  · Zandburen

Noord-Holland: Steden en dorpen    Nederland: Provincies · Gemeenten